# 小行星17806
小行星17806（17806 Adolfborn）是一颗绕太阳运转的小行星，为主小行星带小行星。该小行星于1998年3月31日发现。

## 轨道参数
小行星17806的轨道半长轴为2.3106871 UA，离心率为0.111。